# 蛇頂石
蛇頂石（じゃちょうせき）は、かつて鳩居堂が販売していた虫刺されに効くとされる人造石。同様のものは「黒い石」(the black stone, der schwarze Stein, la pierre noire, la piedrita negra)や蛇石(snake stone, viper's stone, serpent-stone, スランガステーンslangensteen)などと呼ばれており、13世紀ペルシャの博物学者カズウィーニーの著作にも記述があるほか、現在でも蛇に咬まれた時の民間療法としてアジア・アフリカ・南米などの現代医療の行き届かぬ地で広く用いられている。

## 蛇頂石
少なくとも第二次世界大戦前まで販売されていたが、現在では入手困難である。当時の説明書きには、ムカデ・ハチ・ノミ・カ・サソリ・クラゲなどによる刺傷や、マムシ・ネズミ・イヌなどによる咬傷に対して、その「毒気」を吸う効能があると謳われている。使用法は、傷口を濡らして蛇頂石をあて自然に離れるまで待つというもので、使用後は泡が出なくなるまで水に浸して毒を吐かせ、その後乾かして保管するようにとされている。

## 製法
「黒い石」や蛇石は石と名が付いているが、実際には動物の骨を焼いて作られたものである。日本では江戸時代にオランダよりスランガステーンとして伝えられたが、本草学者の田村藍水が竜骨（化石化した象骨）から作製することに成功している。現在世界各地で作られており、たとえば乾いたウシの大腿骨を切り、紙ヤスリで磨き、ホイルに包んで炭火に15分から20分くべる方法などが紹介されている。
ただ鳩居堂の蛇頂石は、現在では製法不明となっているが幾分異なる製法であるらしい。1950年代の調査によれば、雄黄や雌黄が配合されているという。中医学ではこれらの砒素の硫化物には抗炎症作用があると考えられている。

## 科学的検証
こうした民間療法の有効性は科学的には認められていない。
- ボリビアでのマウスを使った研究によれば、治療効果は期待できないとされている[5] 。
- ナイジェリアでの現地研究によれば、治癒効果は無いがあらかじめ「黒い石」などによる民間療法で処置しておくことで治療に必要な抗毒素の使用量を減らす効果があるとしている[6]。